# Walter Gunz
Walter Gunz (* 19. Juli 1946 in München) ist ein deutscher Unternehmer. Er ist Mitbegründer der Media-Markt-Kette.

## Leben
Gunz wurde nach der Scheidung seiner Eltern von der Großmutter aufgezogen und absolvierte ein Philosophiestudium in München. Schon während des Studiums bewarb er sich bei Karstadt und wurde dort bald „Head of Consumer Electronics“, Ende der 1970er Jahre auch Abteilungsleiter.
Im Jahre 1979 gründete Gunz mit Leopold Stiefel, Helga und Erich Kellerhals den Elektronikhandel Media Markt in München. Als Geschäftsführer der Media-Saturn Beteiligungsges m.b.H schuf Gunz zum Beispiel den Werbespruch: „Ich bin doch nicht blöd“.
Nach seinem Ausscheiden im Jahr 1999 und dem Verkauf seiner Anteile war er mehrfacher Millionär und besaß im Jahr 2010 ein Vermögen von 550 Millionen Euro.
2000 verkaufte Gunz die letzten Anteile an seinem Unternehmen. Er war danach als freier Berater für Softwareunternehmen sowie als Vorstandsvorsitzender der Bild.T-Online AG tätig.
Von 2005 bis 2008 war er Geschäftsführer der Axel Springer E-Commerce GmbH.
Im Jahr 2009 gründete er das Beratungsunternehmen Walter Gunz Strategy Consultants.
In den Jahren 2009 und 2010 war er als Berater für die Gruppe Media Markt/Saturn tätig.
Im November 2013 stellte er in Berlin sein Buch Ich war doch nicht blöd vor.
Walter Gunz lebt heute im Wechsel in Rottach-Egern am Tegernsee und in Marrakesch (Marokko).

## Vermögen
Gemäß dem Deutschen Manager-Magazin hat Walter Gunz ein Vermögen von ca. 600 Millionen Euro (Stand: 2013). Damit belegt er auf der Liste der 500 reichsten Deutschen Platz 199.

## Veröffentlichungen
- Ich war doch nicht blöd. Seltmann + Söhne, Lüdenscheid 2013, ISBN 978-3-942831-90-1.
- zus. mit Sandra Maxeiner: Das Geschenk. Jerry Media, Zollikon 2017, ISBN 978-3-9524441-4-6.